# Happy New Year (Lied)
Happy New Year ist ein Lied der schwedischen Popgruppe ABBA, das erstmals 1980 auf ihrem Album Super Trouper veröffentlicht wurde. Die Leadsängerin ist Agnetha Fältskog; im Refrain sind auch die anderen Mitglieder der Gruppe zu hören.

## Entstehungsgeschichte
Happy New Year war ein erneuter Versuch, einen Song für ein eventuelles Musical zu schreiben. Die Idee kam den beiden Komponisten von ABBA, Björn Ulvaeus und Benny Andersson, im Januar 1980 auf einem Flug nach Barbados. Der zentrale Gedanke der Handlung des Songs lag beim Silvesterabend und der damit zusammenhängenden Atmosphäre. Auf Barbados trafen die zwei Musiker auf den britischen Komödianten John Cleese, den sie mit der Arbeit an dem Musical beauftragten, das später jedoch nicht weiter verfolgt wurde.
Am 11. Februar 1980 wurde unter dem Arbeitstitel Daddy Don’t Get Drunk On Christmas Day mit der Aufnahme begonnen. Zunächst wurde die Musik eingespielt; am 9. April 1980 fanden die Gesangsaufnahmen mit Agnetha Fältskog und Anni-Frid Lyngstad statt. Happy New Year wurde im Oktober 1980 auch als Felicidad auf Spanisch aufgenommen. Für beide Sprachversionen wurde am 8. November 1980, unmittelbar nach der Veröffentlichung des Albums, ein Musikvideo gedreht, das anschließend mit Szenen aus dem ungefähr zur selben Zeit entstandenen Werbefilm zum Song Super Trouper gemischt wurde.

## Singleveröffentlichungen
Happy New Year erschien als Andante, Andante am 15. Dezember 1980 als Single in Portugal (Katalognummer: 2002 069). In den Vereinigten Staaten wurde das Lied ebenfalls im Jahr 1980 als Promo-Single im Mono-Ton auf der A-Seite und Stereo-Ton auf der B-Seite herausgegeben. 1999 wurde das Lied weltweit, anlässlich der bevorstehenden Jahrtausendwende, als Single veröffentlicht und konnte sich sowohl in Schweden (Platz 4) und Norwegen (Platz 5) als auch in Deutschland (Platz 75) und den Niederlanden (Platz 8) in den Charts platzieren.

### Weitere Ausgaben
- Happy New Year / Andante, Andante --- Portugal, Promotion-Single; wiederveröffentlicht 1999 als CD in den Niederlanden, ergänzt mit The Way Old Friends Do (Platz 15 – 8. Januar 2000 – 3 Wo.)[2]
- Happy New Year --- Niederlande, USA, Promotion-Single[3][4]
- Andante, Andante / Felicidad --- El Salvador
- Happy New Year / Angeleyes --- Österreich 1998 Mini-CD[5]
- Happy New Year --- als limitierte Millennium-Edition 1999, zusammen mit Ring Ring (deutsch) und Thank You for the Music --- Deutschland, Niederlande
- Happy New Year / The Way Old Friends Do --- Dezember 2011, auf 500 Stück limitierte Silberglitter-Vinyl-Single, vertrieben ausschließlich über die offizielle ABBA-Fansite und den Fanclub ABBF[6]
- Happy New Year / Felicidad --- Dezember 2019, auf 4000 Stück limitierte clear vinyl picture disc auf Polar-Music

## Chartplatzierungen
| Periode   | Höchstplatzierung, GesamtwochenChartplatzierungen (Periode, Platzierungen, Wochen) | Höchstplatzierung, GesamtwochenChartplatzierungen (Periode, Platzierungen, Wochen) | Höchstplatzierung, GesamtwochenChartplatzierungen (Periode, Platzierungen, Wochen) |
| Periode   | DE                                                                                 | CH                                                                                 | SE                                                                                 |
| --------- | ---------------------------------------------------------------------------------- | ---------------------------------------------------------------------------------- | ---------------------------------------------------------------------------------- |
| 1999/2000 | DE78 (2 Wo.)DE                                                                     | —                                                                                  | SE27 (4 Wo.)SE                                                                     |
|           |                                                                                    |                                                                                    |                                                                                    |
|           |                                                                                    |                                                                                    |                                                                                    |
| 2006/07   | —                                                                                  | —                                                                                  | SE22 (1 Wo.)SE                                                                     |
| 2007/08   | —                                                                                  | —                                                                                  | SE4 (2 Wo.)SE                                                                      |
| 2008/09   | DE77 (2 Wo.)DE                                                                     | —                                                                                  | SE5 (1 Wo.)SE                                                                      |
| 2009/10   | DE88 (1 Wo.)DE                                                                     | —                                                                                  | SE9 (1 Wo.)SE                                                                      |
| 2010/11   | DE93 (1 Wo.)DE                                                                     | —                                                                                  | SE42 (1 Wo.)SE                                                                     |
| 2011/12   | DE75 (1 Wo.)DE                                                                     | —                                                                                  | SE51 (1 Wo.)SE                                                                     |
| 2012/13   | DE83 (1 Wo.)DE                                                                     | —                                                                                  | SE57 (1 Wo.)SE                                                                     |
| 2013/14   | DE93 (1 Wo.)DE                                                                     | —                                                                                  | SE54 (1 Wo.)SE                                                                     |
| 2014/15   | —                                                                                  | —                                                                                  | SE68 (1 Wo.)SE                                                                     |
| 2015/16   | —                                                                                  | —                                                                                  | SE73 (1 Wo.)SE                                                                     |
| 2016/17   | —                                                                                  | —                                                                                  | SE57 (1 Wo.)SE                                                                     |
| 2017/18   | —                                                                                  | —                                                                                  | SE51 (1 Wo.)SE                                                                     |
| 2018/19   | —                                                                                  | CH86 (1 Wo.)CH                                                                     | SE38 (1 Wo.)SE                                                                     |
| 2019/20   | —                                                                                  | —                                                                                  | SE42 (1 Wo.)SE                                                                     |
| 2020/21   | —                                                                                  | —                                                                                  | SE22 (1 Wo.)SE                                                                     |
| 2021/22   | —                                                                                  | CH93 (1 Wo.)CH                                                                     | SE25 (1 Wo.)SE                                                                     |
| 2022/23   | —                                                                                  | —                                                                                  | SE26 (1 Wo.)SE                                                                     |
| 2023/24   | —                                                                                  | —                                                                                  | SE9 (1 Wo.)SE                                                                      |
| 2024/25   | —                                                                                  | —                                                                                  | SE13 (1 Wo.)SE                                                                     |
| Insgesamt | DE75 (9 Wo.)DE                                                                     | CH86 (2 Wo.)CH                                                                     | SE4 (24 Wo.)SE                                                                     |